# Caixa d'impremta

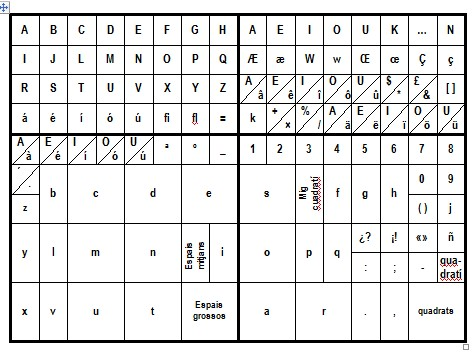
Caixa espanyola

La caixa d'impremta és un calaix dividit en compartiments on hi ha els tipus amb relleus de lletres i signes d'impremta. La caixa gran i la caixa mitjana disposaven d'uns 125 caixetins. La gran podia tenir fins als 150. La seva part frontal s'etiquetava fent constar la família, ull i cos (per exemple, Bodoni rodó, cos 8).
Els caràcters més utilitzats (minúscules i espais) estaven situats a l'abast de la mà i disposaven de major espai per a poder albergar un nombre més gran d'ells (c, d, e, m, n, u, t, s, o, a i r).
En la part superior esquerra es trobaven les majúscules, també denominades de caixa alta (per la seva ubicació en la caixa) o versals, nom que tenia el seu origen per la lletra majúscula amb què antigament començaven tots els versos, mentre que a la caixa baixa contenia la major part de les minúscules. En la part superior dreta (la contracaixa) se situaven aquells tipus d'escassa utilització i generalment era el lloc on es col·locava l'original del text del qual s'anava a compondre. La part inferior, o caixa baixa albergava els caràcters de les lletres vocals i consonants.
El conjunt de tots els tipus que hi havia en una caixa es deia pòlissa i la seva distribució podia variar lleugerament d'una regió a una altra.